# 马西劳

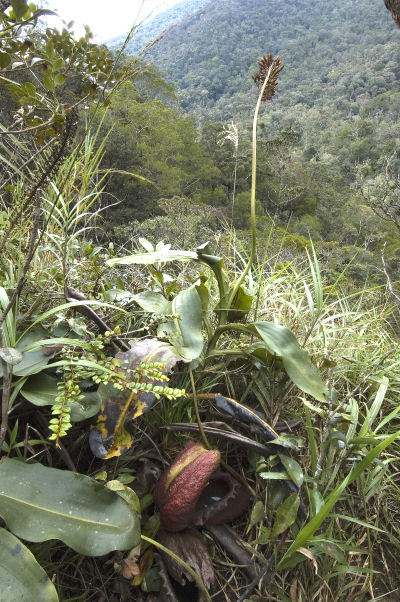
生长于马西劳线上的马来王猪笼草

马西劳（Mesilau）为婆罗洲沙巴基纳巴卢国家公园基纳巴卢山东部山脊高原及周边地区。马西劳是唯一一个普通游客可到达的马来王猪笼草（Nepenthes rajah）分布地。每天，由导致带领游客有组织的去往“猪笼草园”参观。该景点收费，营业时间为每天的早上9时至下午4时。
东马西劳河（Mesilau East River）和西马西劳河（Mesilau West River）从马西劳地区中穿过。东马西劳河具一个深沟，马西劳洞（Mesilau Cave）位于其附近。
去往基纳巴卢山的两条路线之一起始于马西劳自然度假村，其被称为马西劳步道（Mesilau Trail）。马西劳线在拉央-拉央附近与基纳巴卢峰线汇合，交汇点海拔约2700米。

## 扩展阅读
- 沙巴公园目录：马西劳
- 基纳巴卢国家公园－马西劳线指南
- 基纳巴卢山旅游信息指南：马西劳
- 昆达山和马西劳 （页面存档备份，存于）